# 나우루의 인광석 산업

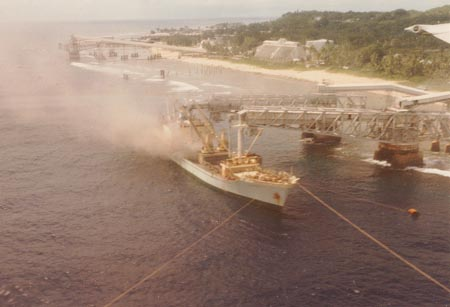
아이워구에서 인산염을 싣고 있는 선박

나우루와 바나바섬의 경제는 거의  인산염에 의존해 왔으며, 이로 인해 이 섬에 환경 재앙이 발생했으며 국가 표면의 80%가 채광 되었다. 섬의 인광석은 2000년까지 거의 고갈되었지만 나우루에서는 소규모 채굴이 여전히 진행 중이다. 1979년 바나바에서 채굴이 그만되었다.

## 인산염의 최초 발견

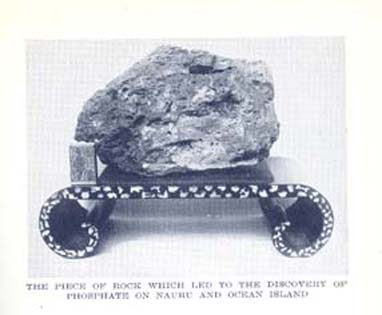
인산염 조각

인산염 채굴 당시의 바나바 지도

1896년 Lady M 호의 화물 장교인 헨리 덴슨은 나우루 섬에 잠시 정차하는 동안 이상한 모양의 암석을 발견했다. 그는 그것이 규화목 조각이라고 믿었다. 덴슨은 이 구슬로 어린이용 구슬을 만들 계획이었지만 운명에 따라 회사의 시드니 사무실에 문을 닫게 되었다고 한다.

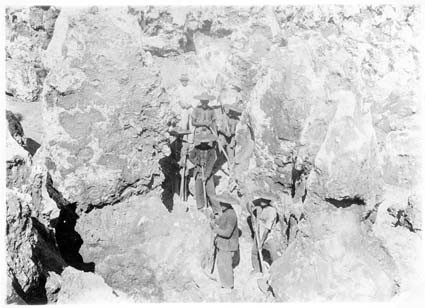
석회암 봉우리 사이에 서 있는 나우루의 중국인 노동자.

1899년에 Pacific Islands Company의 인산염 사업부 관리인 앨버트 엘리스는 태평양 제도에서 오는 암석을 분석하기 위해 시드니 사무실로 옮겨졌다. 엘리스는 그 암석을 알아차리고 그것이 베이커섬에서 오는 인산염과 모양이 비슷한 것으로 의심했지만 덴슨에 의해 거부되었고 그것이 단지 나무라고 추측했다. 3개월 후, 엘리스는 그의 직감을 테스트하기로 결정하고 암석에 인산염이 있는지 테스트했다. 그것은 가장 풍부한 품질의 인광석으로 판명되었다.
동쪽에 이웃한 섬인 바나바섬은 나우루의 지질학을 공유하고 또한 상당한 양의 인산염 매장량이 있었다.

## 채광

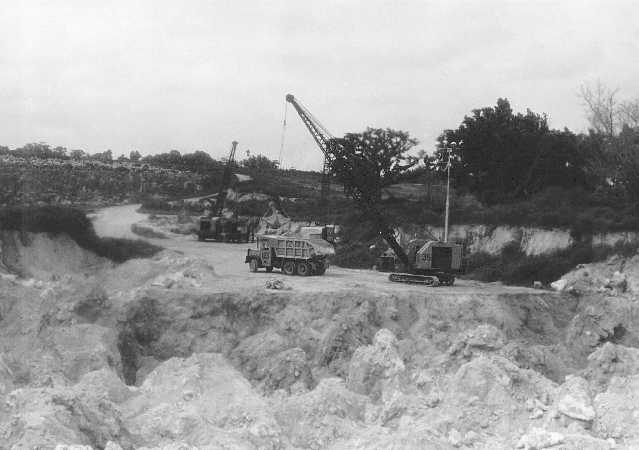
나우루의 인산염 채굴.

엘리스의 인산염 발견은 Pacific Islands Company의 존 T. 아룬델을 흥분시켰고 회사는 나우루의 수익성 있는 자원에 대한 권리와 접근을 추구하기로 결정했다. 인산염에 대한 권리를 추구하기 위한 협상에는 영국과 독일이 있었다. 새로 개편된 Pacific Phosphate Company, Jaluit- Gesellschaft의 네 회사가 참여했다.
1906년에 Jaluit-Gesellschaft의 권리가 Pacific Phosphate Company에 "2,000 파운드, 12,500파운드 상당의 Pacific Phosphate Company 주식 현금 지급, 수출된 인산염 1톤당 지불했다.
채굴 첫해에만 11,000 파운드 (5,000 kg)의 인산염이 호주로 배송되었다. 제1차 세계 대전이후 Pacific Phosphate Company의 지분을 인수했고 나우루의 인산염 채굴은 영국, 호주, 뉴질랜드 간에 설립된 신탁을 통해 관리되었다. 그 정부는 인산염에 대한 권리를 인수한 영국 인산염위원회을 설립하였다. 1919년부터 나우루와 바나바섬의 사람들의 복지에 대한 책임은 광산 작업으로 손실된 토지와 수자원의 복원과 섬의 환경 피해 보상에 대한 책임이 영국, 뉴질랜드 및 호주 정부의 통제하에 있었다. 1948년 6월, 오션 아일랜드에 고용된 약 1,100명의 키리바시인들은 일을 거부했으며 파업 노동자들의 주요 요구는 무역 상점에서 판매되는 상품 가격 인상을 충족시키기 위해 월 10파운드의 더 높은 임금을 요구하는 것이었다.
1968년 나우루는 독립 국가가 되었다. 1970년에 새로 구성된 정부는 호주로부터 인산염 사업에 대한 모든 권리를 2,100만 호주 달러에 구입했다. 1990년대 초 가상 자원 고갈을 통해 독립 이후 광업 운영 수익이 연간 1억~1억 2천만 달러였던 것으로 추정됨에 따라 이 구매는 공화국에 경제적 부양을 가져왔다. 1968년부터 고갈까지 인산염의 총 생산량은 4,300만 톤이다.  1989년, 나우루는 호주의 섬 관리, 특히 인산염 채굴로 인한 환경 피해를 복구하지 못한 호주에 대해 국제사법재판소에서 호주를 상대로 법적 조치를 취했다. 특정 인산염 토지: Nauru v. 호주 나우루의 광산 지역을 재건하기 위해 법원 밖 합의로 이어졌다.
Nauru Phosphate Corporation을 이끌었던 르네 해리스와 같은 저명한 나우루 사람들이 나우루의 대통령을 역임했다.

## 투자 및 재정

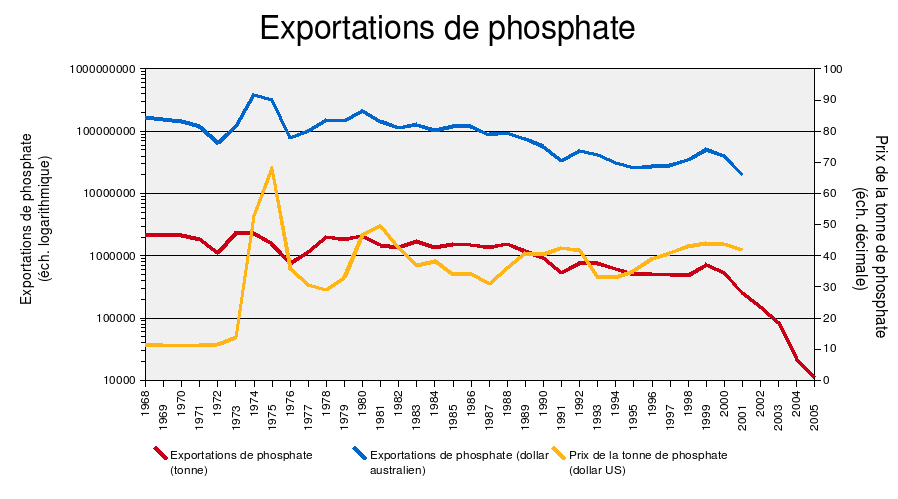
나우루 인산염 산업의 경제 역사.

정부는 광산에서 얻은 이익을 섬 주민들을 위한 신탁에 넣는다. 이 신탁은 연간 약 14%의 수익을 올리면서 최고 10억 달러에 이르렀다. 열악한 투자와 부패로 인해 신탁 기금은 거의 비어 있었고 나우루는 돈이 거의 없었다.
1948년에 인산염 채굴로 인한 수입은 745,000 호주 달러였다. 아주 작은 2%(호주 달러14,900)가 나우루인들에게 반환되었고 1%는 "관리"로 청구되었다. 1960년에 미래 대통령 해머 데로버트는 나우루 사람들에게 이익을 22%로 협상했고 행정부는 14%로 인상했다.
성공적인 개발 프로젝트 중 하나는 1988년에 로열티 트러스트가 600 에이커 (2.4 km2)다. 오리건주 포틀랜드 근처의 주거 지역으로 지정된 비어 있는 토지다. 포레스트 하이츠라고 불리는 이곳은 주택 소유자 협회가 인수하면서 할당량의 75%가 팔릴 때까지 나우루 신탁에 의해 통제되었다.

## 참고 문헌
- 대양 섬 소비: 바나바의 사람과 인산염 이야기, Katerina Martina Teaiwa, 2015, Indiana University Press, pp 272.

## 같이 보기
- 바나바섬
- 영국 인산염위원회